# Cmentarz parafialny w Głowaczowie
Cmentarz parafialny w Głowaczowie – cmentarz rzymskokatolicki parafii św. Wawrzyńca w Głowaczowie, położony przy ulicy Leżeńskiej.
Na cmentarzu znajduje się zbiorowa mogiła Żołnierzy Polskich 13 Dywizji Piechoty Strzelców kresowych poległych podczas II wojny światowej w dniach 9–10 września 1939 r., pomnik powstańców styczniowych oraz pochodzące z XIX wieku groby zmarłych z rodziny Boskich i Ostrorogów, którzy byli dziedzicami Głowaczowa, Leżenic oraz innych okolicznych ziem, a także groby księży pracujących w parafii, niektóre z nich pochodzą z XIX wieku. Najstarsza część cmentarza wraz z nagrobkami jest wpisana do rejestru zabytków nieruchomych - nr rej.: A-1243 z 6.05.2014.
Na terenie cmentarza kiedyś znajdował się kościół, który został zniszczony podczas jednej z wojen ze Szwedami.

## Galeria zdjęć

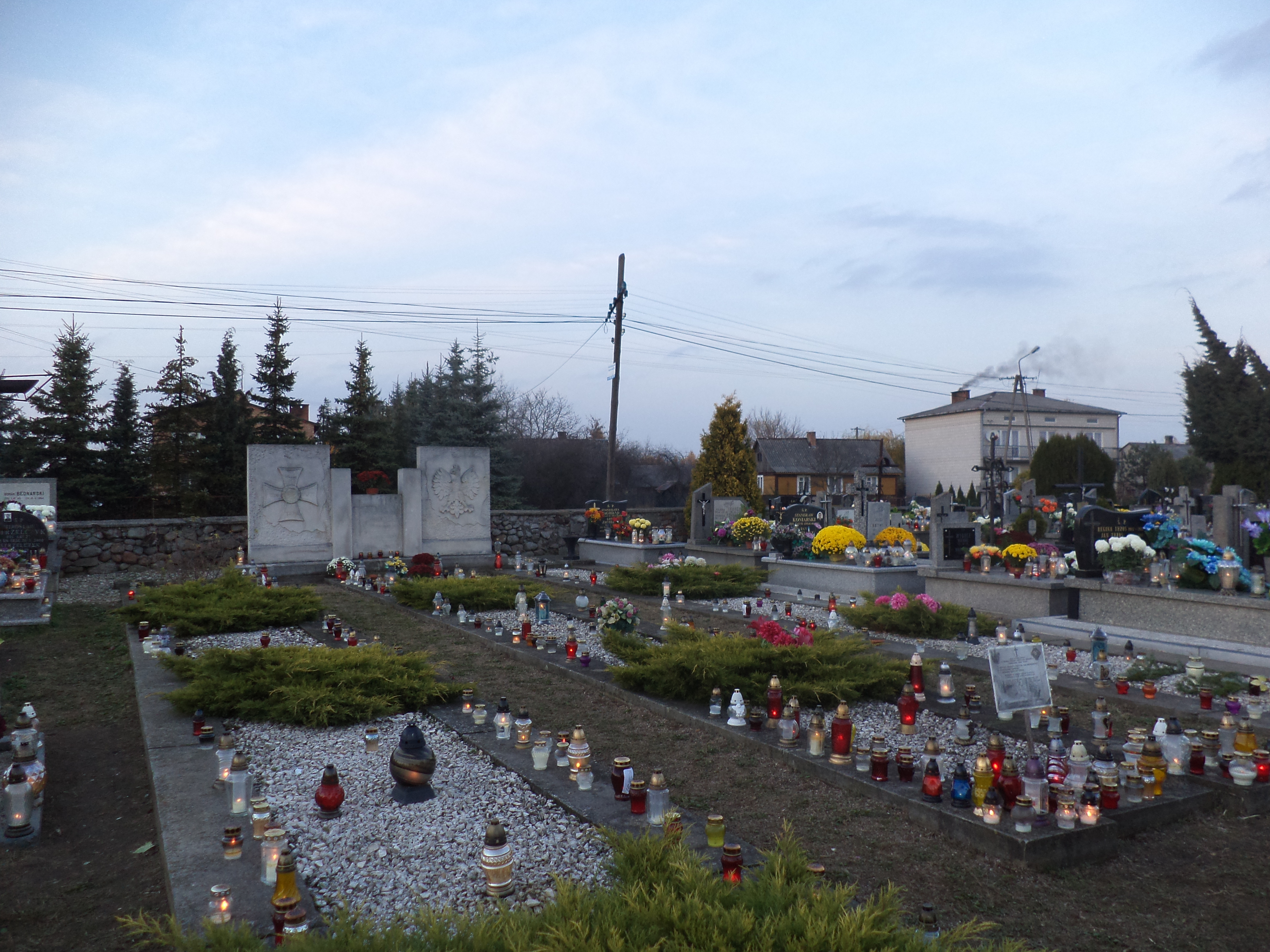
Grób żołnierzy Wojska Polskiego
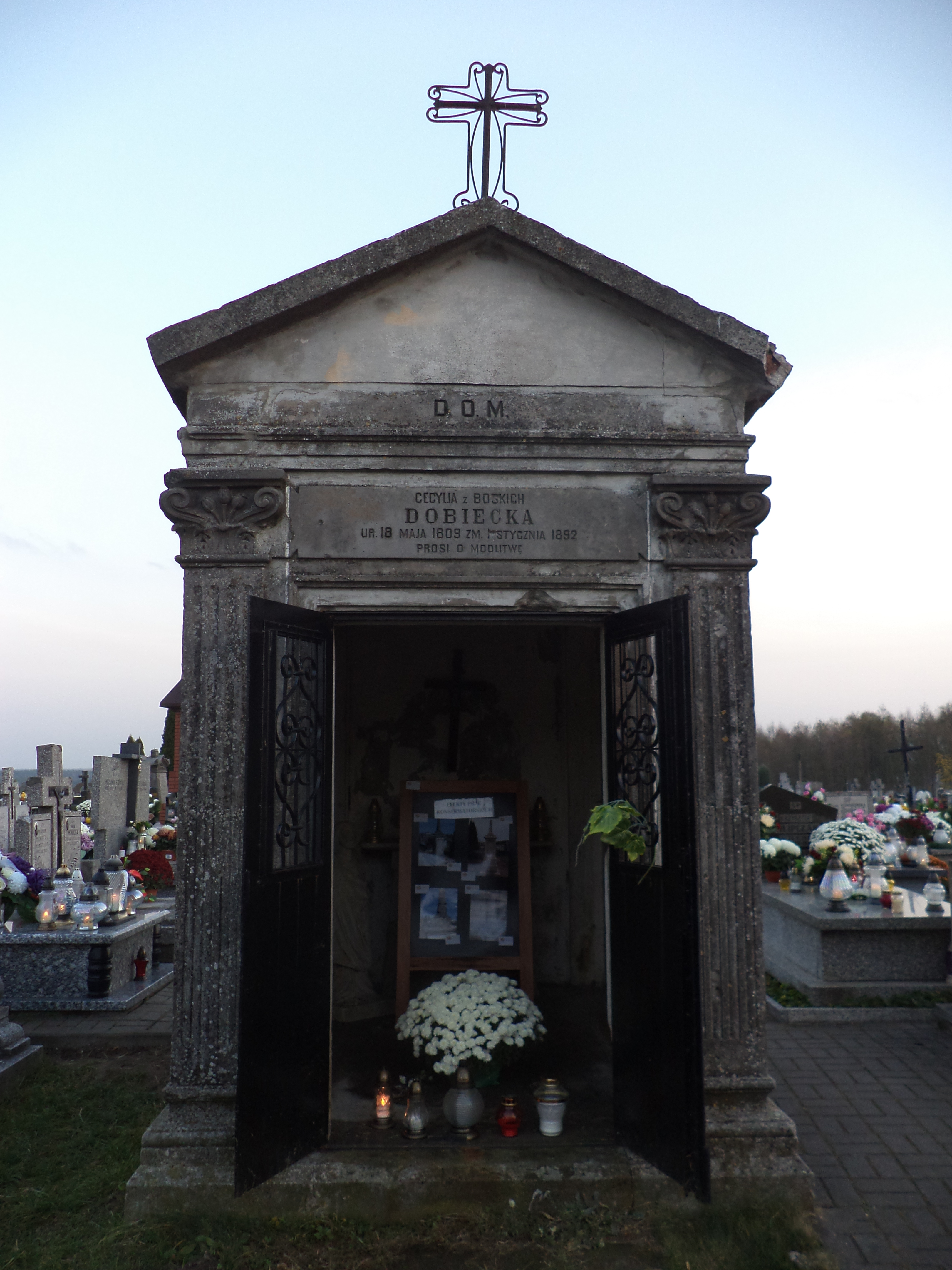
Grób Cecylii Dobieckiej z domu Boskiej

## Kapłani pochowani na cmentarzu[5]
- ks. Władysław Barciński
- ks. Wiktoryn Budziszewski
- ks. Konstanty Kopczyński
- ks. Feliks Leśniewski
- ks. Adam Migdalski
- ks. Mieczysław Ośka
- ks. Eustachy Pińczewski
- ks. Wincenty Wołosiewicz
- ks. Piotr Wysocki
- ks. Jan Żelaśkiewicz